# Lepidagathis spicifera
Lepidagathis spicifera är en akantusväxtart som beskrevs av Adolph Daniel Edward Elmer. Lepidagathis spicifera ingår i släktet Lepidagathis och familjen akantusväxter. Inga underarter finns listade i Catalogue of Life.